# Sebe Coulibaly
Sebe Coulibaly, née le 9 février 1994 à Paris, est une footballeuse internationale malienne évoluant au poste de milieu de terrain au FF Yzeure en D2 féminine.

## Carrière
Née à Paris, Sebe Coulibaly grandi dans le quartier des Bosquets à Montfermeil.

### Carrière en club
Alors qu'elle est repérée par le club de Montfermeil, elle se rend compte rapidement que le football féminin n'y est pas le bienvenu et avec son équipe, elle rejoint le club de Tremblay. À l'été 2016, après avoir participé à la CAN, elle signe à l'AS Saint-Etienne, en D1. L'aventure ne durera que six mois.
Elle joue au Racing Club Saint-Denis de 2017 à 2020. En 2018, elle obtient avec le club francilien la montée en D2.
En 2020, elle rejoint le FF Yzeure en D2.

### Carrière internationale
Sebe Coulibaly évolue en équipe du Mali depuis 2016, quand elle est appelée pour disputer la Coupe d'Afrique des nations 2016 au Cameroun ; les Maliennes ne dépasseront pas la phase de groupes. 
Elle fait ensuite partie du groupe convoqué pour jouer la Coupe d'Afrique des nations 2018 au Ghana, où les Maliennes terminent à la quatrième place.

## Ladies Squad
Titulaire d'une licence en management du sport, Sebe Coulibaly crée en 2019 une application, Ladies Squad, qui met en relation des footballeuses de tous niveaux pour disputer des matchs ensemble. L'application, d'abord présente en région parisienne, vise à se développer partout en France puis à l'international.